# Storm i ett vattenglas
Storm i ett vattenglas är ett idiomatiskt uttryck som beskriver små bråk och schismer mellan människor som tillskrivs mycket större vikt och betydelse än de egentligen har. Metaforen uttrycker att en storm i ett vattenglas visserligen är en storm, men dess räckvidd är mycket begränsad. Jämför med att göra en höna av en fjäder.